# FA Premier League 1997-1998
La FA Premier League 1997-1998 è stata la 99ª edizione della massima serie del campionato inglese di calcio, disputato tra il 9 agosto 1997 e il 9 maggio 1998 e concluso con la vittoria dell'Arsenal, al suo undicesimo titolo.
Capocannonieri del torneo sono stati Dion Dublin (Coventry City), Michael Owen (Liverpool) e Christopher Roy Sutton (Blackburn), con 18 reti ciascuno.

## Stagione

### Novità
Al posto delle retrocesse Sunderland, Middlesbrough e Nottingham Forest sono saliti dalla First Division il Bolton, il Barnsley (al suo esordio in Premier) e, dopo i play-off, il Crystal Palace.
Due squadre cambiarono stadio: il neopromosso Bolton si trasferì dal leggendario Burnden Park (in uso dal 1895) al più moderno Reebok Stadium. Anche il Derby County lasciò Baseball Ground (anch'esso in uso dal 1895) per giocare le partite casalinghe al Pride Park Stadium.

### Avvenimenti
Il primo frangente del campionato ha visto lottare per la vetta il Blackburn e il Leeds Utd, poi prese il largo il Manchester Utd che concluse il girone di andata con undici punti di vantaggio su un Arsenal che veleggiava nelle posizioni valide per la qualificazione alla Coppa UEFA. Il nuovo anno vide svanire le ambizioni di Blackburn e Leeds, tanto che ai primi di marzo addirittura alcuni bookmakers pagarono le scommesse sul club di Sir Alex Ferguson nuovamente campione. A partire da quel momento però i Red Devils accusarono un calo perdendo alcune partite tra cui una ad Old Trafford contro la squadra di Wenger. Proprio l'Arsenal divenne all'improvviso la minaccia più seria: i Gunners inanellarono una serie di 18 risultati utili, fra cui 10 vittorie consecutive, operarono il sorpasso e il 3 maggio, addirittura con 2 turni di anticipo, si laurearono campioni d'Inghilterra per l'undicesima volta, la prima sotto l'egida della Premier League. Lo United concluse così secondo un torneo che sembrava tra le sue mani e si riavvicinò a -1 solamente a causa di due sconfitte finali dei nuovi campioni.
Arsène Wenger divenne così il primo tecnico non britannico a vincere il massimo campionato inglese. Lo United chiuse al secondo posto mentre il Liverpool che concluse al terzo posto scoprì il talento del giovane Michael Owen. Il Chelsea, che cambiò guida tecnica a stagione in corso con Gianluca Vialli impegnato nel ruolo di giocatore/allenatore, chiuse con un buon quarto posto e fece incetta di coppe. Buona fu anche la stagione del Blackburn che tornò in posizioni di classifica valevoli per l'accesso all'Europa mentre estremamente deludente fu il campionato del Newcastle Utd che, indebolitosi nella sessione estiva di mercato con le partenze di Les Ferdinand e David Ginola, non riuscì ad andare oltre un piazzamento di metà classifica.
Per la prima volta nella storia del calcio inglese tutte le tre neopromosse retrocedettero: il Bolton, perse l'ultima partita a Stamford Bridge, e fu condannato dalla peggior differenza reti nei confronti dell'Everton che pareggiò contro il Coventry City: per la squadra di Liverpool, in massima serie dal 1954, fu un'altra salvezza insperata dopo quella di 4 anni prima. Il debuttante Barnsley lottò con onore ma non riuscì a sovvertire i pronostici sfavorevoli mentre il Crystal Palace fu autore di un girone di ritorno disastroso e scese di categoria per la terza volta in altrettante stagioni disputate in Premier League.

## Squadre partecipanti
| Club           | Stagione | Città               | Stadio               | Stagione precedente                                  |
| -------------- | -------- | ------------------- | -------------------- | ---------------------------------------------------- |
| Arsenal        | dettagli | Londra              | Arsenal Stadium      | 3º posto in FA Premier League                        |
| Aston Villa    | dettagli | Birmingham          | Villa Park           | 5º posto in FA Premier League                        |
| Barnsley       | dettagli | Barnsley            | Oakwell              | 2º posto in First Division, promosso                 |
| Blackburn      | dettagli | Blackburn           | Ewood Park           | 13º posto in FA Premier League                       |
| Bolton         | dettagli | Bolton              | Reebok Stadium       | 1º posto in First Division, promosso                 |
| Chelsea        | dettagli | Londra              | Stamford Bridge      | 6º posto in FA Premier League                        |
| Coventry City  | dettagli | Coventry            | Highfield Road       | 17º posto in FA Premier League                       |
| Crystal Palace | dettagli | Londra              | Selhurst Park        | 6º posto in First Division, promosso dopo i play-off |
| Derby County   | dettagli | Derby               | Pride Park Stadium   | 12º posto in FA Premier League                       |
| Everton        | dettagli | Liverpool           | Goodison Park        | 15º posto in FA Premier League                       |
| Leeds Utd      | dettagli | Leeds               | Filbert Street       | 11º posto in FA Premier League                       |
| Leicester City | dettagli | Leicester           | Elland Road          | 9º posto in FA Premier League                        |
| Liverpool      | dettagli | Liverpool           | Anfield              | 4º posto in FA Premier League                        |
| Manchester Utd | dettagli | Manchester          | Old Trafford         | 1º posto in Premier League                           |
| Newcastle Utd  | dettagli | Newcastle upon Tyne | St James' Park       | 2º posto in FA Premier League                        |
| Sheffield Weds | dettagli | Sheffield           | Hillsborough Stadium | 7º posto in FA Premier League                        |
| Southampton    | dettagli | Southampton         | The Dell             | 16º posto in FA Premier League                       |
| Tottenham      | dettagli | Londra              | White Hart Lane      | 10º posto in FA Premier League                       |
| West Ham Utd   | dettagli | Londra              | Boleyn Ground        | 14º posto in FA Premier League                       |
| Wimbledon FC   | dettagli | Londra              | Selhurst Park        | 8º posto in FA Premier League                        |

## Allenatori e primatisti
| Squadra        | Allenatore                                                                                  | Calciatore più presente                     | Cannoniere                           |
| -------------- | ------------------------------------------------------------------------------------------- | ------------------------------------------- | ------------------------------------ |
| Arsenal        | Arsène Wenger                                                                               | Nigel Winterburn (36)                       | Dennis Bergkamp (16)                 |
| Aston Villa    | Brian Little (1ª-27ª; 34ª) John Gregory (28ª-33ª; 35ª-38ª)                                  | Ugo Ehiogu, Alan Wright (37)                | Dwight Yorke (12)                    |
| Barnsley       | Danny Wilson                                                                                | Neil Redfearn (37)                          | Neil Redfearn (10)                   |
| Blackburn      | Roy Hodgson                                                                                 | Jeff Kenna (37)                             | Christopher Roy Sutton (18)          |
| Bolton         | Colin Todd                                                                                  | Per Frandsen (38)                           | Nathan Blake (12)                    |
| Chelsea        | Ruud Gullit (1ª-25ª) Gianluca Vialli (26ª-38ª)                                              | Tore André Flo (34)                         | Tore André Flo (11)                  |
| Coventry City  | Gordon Strachan                                                                             | Dion Dublin (36)                            | Dion Dublin (18)                     |
| Crystal Palace | Steve Coppell (1ª-28ª) Attilio Lombardo (30ª-36ª) Ron Noades & Ray Lewington (29ª; 37ª-38ª) | Kevin Miller (38)                           | Neil Shipperley (7)                  |
| Derby County   | Jim Smith                                                                                   | Chris Powell (37)                           | Paulo Wanchope (13)                  |
| Everton        | Howard Kendall                                                                              | John Oster, Craig Short (31)                | Duncan Ferguson (11)                 |
| Leeds Utd      | George Graham                                                                               | Nigel Martyn (37)                           | Jimmy Floyd Hasselbaink (16)         |
| Leicester City | Martin O'Neill                                                                              | Matt Elliott, Steve Guppy, Neil Lennon (37) | Emile Heskey (10)                    |
| Liverpool      | Roy Evans                                                                                   | Steve McManaman, Michael Owen (36)          | Michael Owen (18)                    |
| Manchester Utd | Alex Ferguson                                                                               | David Beckham (37)                          | Andy Cole (16)                       |
| Newcastle Utd  | Kenny Dalglish                                                                              | David Batty (32)                            | John Barnes (6)                      |
| Sheffield Weds | David Pleat (1ª-13ª) Peter Shreeves (14ª) Ron Atkinson (15ª-38ª)                            | Des Walker (38)                             | Paolo Di Canio (12)                  |
| Southampton    | Dave Jones                                                                                  | Paul Jones (38)                             | Matt Le Tissier, Egil Østenstad (11) |
| Tottenham      | Gerry Francis (1ª-14ª) Christian Gross (15ª-38ª)                                            | Stephen Carr (38)                           | Jürgen Klinsmann (9)                 |
| West Ham       | Harry Redknapp                                                                              | Eyal Berkovic, Rio Ferdinand (35)           | John Hartson (15)                    |
| Wimbledon FC   | Joe Kinnear                                                                                 | Neil Sullivan (38)                          | Carl Cort (4)                        |

## Classifica finale
|       | Pos. | Squadra        | Pt | G  | V  | N  | P  | GF | GS | DR  |
| ----- | ---- | -------------- | -- | -- | -- | -- | -- | -- | -- | --- |
|       | 1.   | Arsenal        | 78 | 38 | 23 | 9  | 6  | 68 | 33 | +35 |
|       | 2.   | Manchester Utd | 77 | 38 | 23 | 8  | 7  | 73 | 26 | +47 |
|       | 3.   | Liverpool      | 65 | 38 | 18 | 11 | 9  | 68 | 42 | +26 |
| [ 4 ] | 4.   | Chelsea        | 63 | 38 | 20 | 3  | 15 | 71 | 43 | +28 |
|       | 5.   | Leeds Utd      | 59 | 38 | 17 | 8  | 13 | 57 | 46 | +9  |
|       | 6.   | Blackburn      | 58 | 38 | 16 | 10 | 12 | 57 | 52 | +5  |
| [ 5 ] | 7.   | Aston Villa    | 57 | 38 | 17 | 6  | 15 | 49 | 48 | +1  |
|       | 8.   | West Ham Utd   | 56 | 38 | 16 | 8  | 14 | 56 | 57 | -1  |
|       | 9.   | Derby County   | 55 | 38 | 16 | 7  | 15 | 52 | 49 | +3  |
|       | 10.  | Leicester City | 53 | 38 | 13 | 14 | 11 | 51 | 41 | +10 |
|       | 11.  | Coventry City  | 52 | 38 | 12 | 16 | 10 | 46 | 44 | +2  |
|       | 12.  | Southampton    | 48 | 38 | 14 | 6  | 18 | 50 | 55 | -5  |
| [ 6 ] | 13.  | Newcastle Utd  | 44 | 38 | 11 | 11 | 16 | 35 | 44 | -9  |
|       | 14.  | Tottenham      | 44 | 38 | 11 | 11 | 16 | 44 | 56 | -12 |
|       | 15.  | Wimbledon FC   | 44 | 38 | 10 | 14 | 14 | 34 | 46 | -12 |
|       | 16.  | Sheffield Weds | 44 | 38 | 12 | 8  | 18 | 52 | 67 | -15 |
|       | 17.  | Everton        | 40 | 38 | 9  | 13 | 16 | 41 | 56 | -15 |
|       | 18.  | Bolton         | 40 | 38 | 9  | 13 | 16 | 41 | 61 | -20 |
|       | 19.  | Barnsley       | 35 | 38 | 10 | 5  | 23 | 37 | 82 | -45 |
|       | 20.  | Crystal Palace | 32 | 38 | 8  | 9  | 21 | 37 | 71 | -34 |

Legenda:
      Campione d'Inghilterra e ammessa alla fase a gironi della UEFA Champions League 1998-1999.
      Qualificata al secondo turno di qualificazione della UEFA Champions League 1998-1999.
      Qualificate ai trentaduesimi di finale di Coppa UEFA 1998-1999.
      Qualificata ai sedicesimi di finale di Coppa delle Coppe 1998-1999.
      Retrocesse in First Division 1998-1999
      Retrocessa in First Division 1998-1999 e ammessa al terzo turno di Coppa Intertoto 1998
Regolamento:
Tre punti a vittoria, uno a pareggio, zero a sconfitta.
A parità di punti le squadre vengono classificate secondo la differenza reti.

### Squadra campione
| Formazione tipo | Giocatori (presenze)      |
| --- | ------------------------- |
| Seaman Dixon Adams Bould Winterburn Parlour Vieira Petit Overmars Wright Bergkamp | David Seaman (31)         |
| Seaman Dixon Adams Bould Winterburn Parlour Vieira Petit Overmars Wright Bergkamp | Lee Dixon (28)            |
| Seaman Dixon Adams Bould Winterburn Parlour Vieira Petit Overmars Wright Bergkamp | Tony Adams (26)           |
| Seaman Dixon Adams Bould Winterburn Parlour Vieira Petit Overmars Wright Bergkamp | Steve Bould (24)          |
| Seaman Dixon Adams Bould Winterburn Parlour Vieira Petit Overmars Wright Bergkamp | Nigel Winterburn (36)     |
| Seaman Dixon Adams Bould Winterburn Parlour Vieira Petit Overmars Wright Bergkamp | Ray Parlour (34)          |
| Seaman Dixon Adams Bould Winterburn Parlour Vieira Petit Overmars Wright Bergkamp | Patrick Vieira (33)       |
| Seaman Dixon Adams Bould Winterburn Parlour Vieira Petit Overmars Wright Bergkamp | Emmanuel Petit (32)       |
| Seaman Dixon Adams Bould Winterburn Parlour Vieira Petit Overmars Wright Bergkamp | Marc Overmars (32)        |
| Seaman Dixon Adams Bould Winterburn Parlour Vieira Petit Overmars Wright Bergkamp | Ian Wright (24)           |
| Seaman Dixon Adams Bould Winterburn Parlour Vieira Petit Overmars Wright Bergkamp | Dennis Bergkamp (28)      |
| Seaman Dixon Adams Bould Winterburn Parlour Vieira Petit Overmars Wright Bergkamp | Allenatore: Arsène Wenger |
| Altri giocatori: David Platt (31), Nicolas Anelka (26), Gilles Grimandi (22), Martin Keown (18), Stephen Hughes (17), Christopher Wreh (16), Luís Boa Morte (15), Rémi Garde (10), Alexander Manninger (7), Matthew Upson (5), Scott Marshall (3), Alberto Mendez (3), Gavin McGowan (1), Isaiah Rankin (1), Paolo Vernazza (1). |                           |

## Statistiche

### Squadre

#### Capoliste solitarie
Fonte:
|    | —— | —— | —— | —— | ——        | ——        | —— | —— | ——      | ——      | ——        | ——        | ——  | ——             | ——             | ——             | ——             | ——             | ——             | ——             | ——             | ——             | ——             | ——             | ——             | ——             | ——             | ——  | ——      | ——      | ——  | ——      | ——      | ——      | ——      | ——      | ——      | —— |  |
|    |    |    |    |    | Manches U | Manches U |    |    | Arsenal | Arsenal | Manches U | Manches U |     | Manchester Utd | Manchester Utd | Manchester Utd | Manchester Utd | Manchester Utd | Manchester Utd | Manchester Utd | Manchester Utd | Manchester Utd | Manchester Utd | Manchester Utd | Manchester Utd | Manchester Utd | Manchester Utd |     | Arsenal | Arsenal |     | Arsenal | Arsenal | Arsenal | Arsenal | Arsenal | Arsenal |    |  |
|    |    |    |    |    |           |           |    |    |         |         |           |           |     |                |                |                |                |                |                |                |                |                |                |                |                |                |                |     |         |         |     |         |         |         |         |         |         |    |  |
|    |    |    |    |    |           |           |    |    |         |         |           |           |     |                |                |                |                |                |                |                |                |                |                |                |                |                |                |     |         |         |     |         |         |         |         |         |         |    |  |
| 1ª | 2ª | 3ª | 4ª | 5ª | 6ª        | 7ª        | 8ª | 9ª | 10ª     | 11ª     | 12ª       | 13ª       | 14ª | 15ª            | 16ª            | 17ª            | 18ª            | 19ª            | 20ª            | 21ª            | 22ª            | 23ª            | 24ª            | 25ª            | 26ª            | 27ª            | 28ª            | 29ª | 30ª     | 31ª     | 32ª | 33ª     | 34ª     | 35ª     | 36ª     | 37ª     | 38ª     |    |  |

#### Primati stagionali
- Maggior numero di vittorie: Arsenal, Manchester Utd (23)
- Minor numero di sconfitte: Arsenal (6)
- Migliore attacco: Manchester Utd (73 goal fatti)
- Miglior difesa: Manchester Utd (26 reti subite)
- Miglior differenza reti: Manchester Utd (+47)
- Maggior numero di pareggi: Coventry City (16)
- Minor numero di pareggi: Chelsea (3)
- Maggior numero di sconfitte: Barnsley (23)
- Minor numero di vittorie: Crystal Palace (8)
- Peggior attacco: Wimbledon FC (34 reti segnate)
- Peggior difesa: Barnsley (82 reti subite)
- Peggior differenza reti: Barnsley (-45)

### Individuali

#### Classifica marcatori
Fonte:
| Gol | Rigori |  | Giocatore               | Squadra        |
| --- | ------ |  | ----------------------- | -------------- |
| 18  | 2      |  | Michael Owen            | Liverpool      |
| 18  | 2      |  | Christopher Roy Sutton  | Blackburn      |
| 18  | 6      |  | Dion Dublin             | Coventry City  |
| 16  |        |  | Dennis Bergkamp         | Arsenal        |
| 16  |        |  | Andy Cole               | Manchester Utd |
| 16  |        |  | Kevin Gallacher         | Blackburn      |
| 16  | 1      |  | Jimmy Floyd Hasselbaink | Leeds Utd      |
| 15  | 1      |  | John Hartson            | West Ham Utd   |
| 14  |        |  | Darren Huckerby         | Coventry City  |
| 13  |        |  | Paulo Wanchope          | Derby County   |
| 12  |        |  | Francesco Baiano        | Derby County   |
| 12  |        |  | Nathan Blake            | Bolton         |
| 12  |        |  | Paolo Di Canio          | Sheffield Weds |
| 12  |        |  | Marc Overmars           | Arsenal        |
| 12  | 2      |  | Dwight Yorke            | Aston Villa    |